# Seconda lettera ai Corinzi
La Seconda lettera ai Corinzi è uno dei testi che compongono il Nuovo Testamento, che la tradizione cristiana e la quasi unanimità degli studiosi attribuisce a Paolo di Tarso. Secondo gli studiosi, fu composta nel 54/55. Era indirizzata alla comunità cristiana della città greca di Corinto.
Fino a pochi decenni fa era opinione comune e tradizionale che la Seconda lettera ai Corinzi fosse uscita tutta di getto dalla penna di Paolo di Tarso. Le diversità di tono e di situazioni che essa presenta nelle sue varie parti hanno portato molti studiosi a dedurre che la lettera in questione sia un insieme di varie epistole scritte in momenti diversi e "sebbene l'integrità di 2Cor abbia i suoi difensori, la maggior parte dei commentatori la considera una raccolta di lettere paoline".

## Introduzione

### La situazione a Corinto

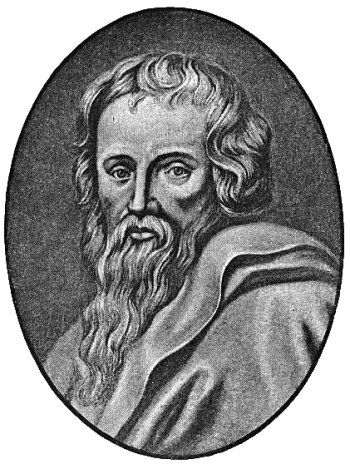
Paolo di Tarso

Paolo scrisse questa seconda lettera ai Corinzi non molto tempo dopo la prima (si può pensare agli anni 56 e 57).
A Corinto erano arrivati in quel periodo dei nuovi apostoli, degli evangelizzatori che avevano non soltanto preso le loro distanze dalla persona di Paolo (anziché riconoscerne l'autorità e il ruolo di privilegio nei confronti dei Corinzi, essendo egli il fondatore di quella comunità); ma addirittura erano giunti a contestare la sua autorità di apostolo e di padre della comunità di Corinto.
Erano con tutta probabilità giudeo-cristiani (11,22) venuti da fuori regione, con delle lettere credenziali (3,1) che avevano lo scopo di "raccomandarli" presso le comunità in cui si insediavano (in questo caso Corinto): avute presumibilmente da Chiese giudeo-cristiane importanti (forse anche dalla stessa Gerusalemme); si presentavano e si definivano "servitori di Cristo" (1,23), suoi "apostoli" (11,13); ostentavano se stessi in modo sfacciato (5,12); con tutta probabilità si facevano mantenere dalla comunità stesse (infatti Paolo, polemicamente, insiste sul suo lavoro con cui ha provveduto personalmente al proprio mantenimento senza pesare sui Corinzi: 11,7-12;12,13-18, ma si veda anche 1,20 ove si dice che questi apostoli sfruttano i Corinzi).
Paolo si mostra molto duro e severo anche con la comunità di Corinto che li ha accettati e seguiti, anziché metterli al bando e restare fedele al suo fondatore; 
Si veda anche 11,19-20.

### La verità dell'apostolato
Paolo negli scritti che compongono l'attuale Seconda lettera ai Corinzi si trovò, come già detto, a lottare contro "falsi apostoli". Essi si presentavano alla comunità di Corinto sicuri di sé, pieni di vanto per le doti e le qualità umane che possedevano, forti anche di doni soprannaturali e carismatici di cui si servivano per attirare l'attenzione delle persone e legare a sé i fedeli di Corinto. La loro immagine era quella di persone particolarmente ricche di "talenti" che passavano di successo in successo nell'apostolato, tanto da mietere continui "trionfi" nella vigna del Signore.
Si presentavano dunque ai non cristiani e ai credenti come personalità religiose di primo piano, forti di titoli giuridici o istituzionali e nello stesso tempo sovrumanamente trasfigurate dallo splendore divino visibile sul loro volto di estatici e taumaturghi. Erano perciò la loro personalità straordinaria che garantiva il messaggio predicato. S'introduceva così nelle comunità cristiane il culto della personalità con tutto quello che ne segue: orgoglio spirituale e superiorità ostentata nei predicatori della Parola di Dio, e nei credenti nasceva conseguentemente una sorta di venerazione pietistica unita a sudditanza servile. La Chiesa finiva per diventare un gregge dominato da capi autoritari e tirannici.
Ecco come la Seconda lettera ai Corinzi descrive il rapporto della comunità di Corinto con i nuovi venuti: 
(Seconda lettera ai Corinzi, 11,20.)
Paolo invece mostrava un'altra fisionomia dell'annunciatore del vangelo o dell'inviato di Cristo (apostolo). Non possedeva punti di forza personali, anzi appariva un uomo debole e privo di qualsiasi aureola incapace di attirare l'attenzione altrui sulla sua persona. In pratica egli si nascondeva dietro il messaggio evangelico. Non predicava se stesso bensì Gesù Cristo come unico ed esclusivo Signore, essendo la sua parte quella dell'umile servitore: 
(Seconda lettera ai Corinzi, 4,5.)
Paolo insiste moltissimo sulla sua personale debolezza, sul fatto d'avere il grande dono del Vangelo «in vaso di creta» (4,7); sulle continue sofferenze, difficoltà e insuccessi nell'apostolato: il suo lavoro nella vigna del Signore è costellato da numerosi problemi e si svolge profondamente all'insegna della croce. Il suo apostolato non è una corsa senza intralci e ritardi, bensì un duro avanzare nella fatica e nell'umiltà, talvolta anche nell'umiliazione (4,8-12).
Ma il distintivo vero dell'autentico apostolo non è il successo, bensì la chiamata di Dio all'apostolato (3,4-12) e la sua grazia che lo sostiene in ogni momento (12,7-10). L'autentico apostolo rivive in sé la vicenda di Gesù di Nazaret, evangelizzatore,  egli pure, accolto e non accolto, crocifisso per la sua debolezza, ma resuscitato dal Padre e reso da Lui sorgente di salvezza per tutti (13,4).
Il confronto che Paolo fa tra sé e i "falsi apostoli" non è volto a mettere in luce e in posizione superba di superiorità se stesso come persona, ma a dare la giusta immagine del vero apostolo di Cristo. Egli sta parlando dell'apostolato cristiano.

## La lettera "apologetica"
La lettera "apologetica" (2,14-7,4) ha di mira il confronto tra i "falsi apostoli" e l'autentico apostolo di Cristo.
L'apostolo di Gesù è un "servo" dei fratelli (la parola diakonos = servo ritorna due volte nella lettera; otto volte la parola diakonia = servizio, a proposito della missione dell'apostolo; una volta il verbo diakonein =servire).
Inoltre l'apostolo è qualcosa di limitato, di imperfetto e di inadeguato al grande compito che Cristo gli affida: «non che da noi stessi siamo capaci di pensare qualcosa come proveniente da noi, ma la nostra capacità viene da Dio, che ci ha resi ministri adatti d'una nuova Alleanza» (3,5-6). La forza dell'apostolo quindi viene solo dal Signore. «Noi abbiamo questo tesoro in vasi di creta, perché appaia che questa potenza straordinaria viene da Dio e non da noi» (4,7).
E tuttavia, unicamente fidandosi nella potenza di Dio, l'apostolo vero, pur fra tante sofferenze e insuccessi (4,8-12), porta avanti il messaggio e l'opera del Signore con immensa fiducia e fermezza (5,20-6,10). Così appare che Dio sa realizzare la sua salvezza anche con mezzi e strumenti poveri e fragili.

### Il ringraziamento (2,14-16)
Paolo afferma di essere «il profumo di Cristo» nel mondo, strumento di salvezza per gli uomini di buona volontà reso partecipe da Dio di tale realtà trionfale: per questo ringrazia il Signore.

### Le credenziali dell'apostolato (2,17-4,6)
Paolo riconosce d'essere strumento inadeguato di salvezza (2, 16b; 3,5); però egli è stato chiamato da Dio ed è stato investito da Lui della missione che svolge (3,6). Per cui egli agisce ed opera con estrema fiducia (3,4) e con grande franchezza (parresia =coraggio di annunciare tutto intero il messaggio e la verità: 3,12).
L'investitura che Paolo ha ricevuto è stata quella di "ministro della Nuova Alleanza", ben più perfetta dell'antica (3,7-Il). Già l'antica Alleanza era stata definita "gloriosa" (il volto di Mosè quando scendeva dal monte Sinai con le tavole della legge era luminoso e splendente: Es 34,29-35), ma quanto più gloriosa è la nuova Alleanza! Quella antica era passeggera ed effimera, non riusciva a dare la vita vera (è chiamata «ministero della morte», inciso in lettere su pietra: 3,7: «ministero di condanna»: 3,9, perché la legge di Mosè non osservata, "condannava" i trasgressori).
Questa invece è l'alleanza che dà la vita e la giustificazione (è chiamata «ministero dello Spirito e della giustizia»: 3,8-9, cioè della giustificazione). Paolo, grazie a questo ministero, può dire «tutta» la verità; anche quella che Mosè non poteva dire e non poteva dare (perché aveva una rivelazione imperfetta); e quindi Paolo può parlare «senza velo», senza paura di avere una verità limitata e che si esaurisce, Mosè invece doveva velarsi perché la sua verità era solo parziale, e quindi «i figli di Israele non avessero a vederne la fine» (3,13). 11 «velo» ai v. 12-13 viene inteso come difesa per Mosè, mentre al v. 7 era stato difesa per il popolo (che non si accecasse). È un esempio di esegesi "rabbinica" di Paolo, che interpreta l'Antico Testamento passando da un aspetto a un altro senza eccessiva preoccupazione di consequenzialità.
Cristo solo, pienezza della rivelazione, toglierà il velo dagli occhi degli Ebrei ancora increduli (3,14-18) nel senso che essi, una volta convertiti, potranno fissare lo sguardo in tutta la verità (perché rafforzati da Cristo stesso), e potranno guardare alla verità inesauribile e tutta intera (perché verità completa). Paolo è servitore di una tale realtà e compie questo servizio nel modo più ineccepibile che si possa pensare (4,1-6).

### Debolezza dell'apostolo e sostegno di Dio (4,7-5,10)
Paolo riconosce tutta la sua fragilità (abbiamo questo tesoro in vasi di creta 4,7); è continuamente sottoposto a sofferenze e tribolazioni nello svolgimento del suo ministero apostolico (4,8-12); addirittura lo aspetta la morte, come ogni uomo, perché anch'egli è mortale (4,16); eppure in tutto ciò è viva la speranza perché nella sua fragilità si manifesta la potenza di Dio (4,7); nelle difficoltà apostoliche è sostenuto dal Signore (4,8-12); e la morte non sarà l'ultima parola su di lui (4,16-5,10).
Da quest'ultimo aspetto Paolo coglie l'occasione per fare una stupenda catechesi sulla morte e sulla vita oltre questa vita: non c'è paragone tra le sofferenze di quaggiù e la gloria di lassù (4,17 - 5,1); questo è l'esilio, quella è la patria (5,6-7); desidereremmo passare al cielo senza deporre dolorosamente questo corpo... (5,2-4); il cuore aspira ad abitare «presso il Signore» (5,8); occorre intanto che in questa vita viviamo in maniera degna di quella nuova vita (5,9-10).
L'apostolo autentico, dunque, non è un uomo che rifugge da ogni debolezza umana e creaturale, non è un "superuomo", ma un semplice comune mortale.

### La missione dell'apostolo (5,11 - 7,4)
Paolo si sente spinto dall'amore di Cristo che lo invia con forza verso tutti i fratelli (5,14); egli va a loro con sguardo di fede e non spinto da criteri umani, (ora non conosciamo più nessuno secondo la carne: 4,16, cioè non bado se uno è giudeo o pagano e vado a lui col solo Vangelo di Cristo).
Cristo stesso è da Paolo conosciuto secondo la fede (come Salvatore) e come tale viene da lui annunciato, e non già "secondo la carne", cioè senza dare importanza al fatto che Cristo era ebreo. Paolo va verso tutti con la novità assoluta di Cristo, che fa nuove tutte le cose (4,17).
Paolo si sente «ambasciatore di Cristo» (5,20), depositario del ministero della riconciliazione degli uomini con Dio (5,18-19), capace di poter esortare nel nome del Signore (5,20). Il suo ministero è quanto mai utile ai Corinzi (6,10).
L'ultima esortazione è a rimanere fedeli al Vangelo e a Cristo senza ricadere nelle tenebre del paganesimo, e, insieme, a rimanere fedeli anche all'apostolo stesso che li ha tanto amati e li ama ancora (6,11 - 7,4).

## La lettera "polemica" (10,1 - 13,10)
I capitoli 10-13 costituiscono la lettera che Paolo scrisse a quella comunità, da Efeso, dopo che egli stesso era stato a Corinto con una visita lampo nel tentativo di risolvere la situazione di difficoltà e di distacco che quella comunità viveva nei suoi confronti. La missione era fallita; anzi addirittura l'apostolo, o un suo collaboratore, era stato personalmente offeso; per cui Paolo redige questo scritto con durezza e con toni particolarmente accesi.
È indirizzato anch'esso contro gli evangelizzatori suoi avversari (che vengono presi ancora più di petto rispetto alla lettera "apologetica") e alla comunità.

### Gli avversari di Paolo
- Si facevano forti del loro essere Ebrei, appartenenti al popolo di Israele, popolo delle promesse e dell'antica salvezza, in quanto tali presumevano di avere più titoli di altri evangelizzatori e di Paolo stesso che, convertitosi, aveva preso nettamente le distanze dalla legge di Mosè e dalle prescrizioni ebraiche. Ma Paolo reagisce: io sono Ebreo come loro, né più né meno! (1 1,21b-22).
- Si vantavano di essere "ministri di Cristo" e Paolo non lo nega, predicavano Gesù, ma afferma di esserlo molto più di loro, per l'impegno nell'evangelizzazione e per le sofferenze sopportate per tale causa (1 1,23-33),
- Si vantavano di avere doni di visioni particolari e fenomeni estatici (possiamo presumere, che Paolo sentì il bisogno di combatterli anche su questo terreno); e l'apostolo afferma di aver avuto anch'egli visioni e doni celesti straordinari

(12,1-6).
Contempera poi subito il discorso dicendo "perché non montassi in superbia per la grandezza delle rivelazioni, mi è stata messa una spina nella carne..."(12,7). Per il passato tale «spina» venne interpretata da molti esegeti come tentazioni particolari di Paolo contro la castità, in base alla traduzione latina della Vulgata che dice: «datus est mihi stimulus carnis meae»(=mi è stato dato lo stimolo della mia carne). Ma il testo greco dice: "mi è stata data una spina alla carne", e dal contesto (specialmente v. 10) questa spina sembra indicare l'insieme delle difficoltà, delle tribolazioni e degli insuccessi apostolici di Paolo (qualche esegeta pensa invece a una malattia insistente). In tale "debolezza"  appare la potenza di Cristo (12,8-10).
- Sferravano attacchi personali contro Paolo; dicevano:
  - egli vive «secondo la carne», cioè agisce con criteri umani ed egoistici, cerca il proprio interesse nell'apostolato. Paolo lo nega energicamente (10,2-3).
  - non ha accettato di farsi mantenere dalla comunità, come invece ha fatto con altre comunità. Ciò è segno che Paolo ha voluto mantenere le distanze dai Corinzi e non li ha amati di vero cuore. Paolo risponde che non per mancanza d'amore che egli si comportò così, anzi...! (11,7-12; 12,13-18). Egli lo ha fatto perché il suo messaggio non si confondesse con quello portato da altri annunciatori di dottrine, che in cambio della loro predicazione si facevano mantenere. E poi «non spetta ai figli mettere da parte per i genitori, ma ai genitori per i figli. Fu quindi un vero gesto d'amore! «Non mi sento per nulla inferiore a questi "superapostoli"!» (12,11). Egli li chiama «falsi apostoli», «operai fraudolenti, che si mascherano da apostoli di Cristo, come satana si maschera da angelo di luce» (11,13-14).

### La comunità
Anche con la comunità del Corinzi Paolo è molto severo.
- afferma di avere autorità su di loro (10,268, 13,8),
- ironizza sul fatto che abbiano accolto con tanta facilità le parole dei nuovi venuti (11,4),
- chiede il ravvedimento, (10,1-2, 12,20-21),
- minaccia di essere duro e inflessibile alla prossima sua venuta (10,9-11; 13,1-6);
- spera comunque che i Corinzi si ravvedano e tornino in sé (13,7-10).

Tutta la sua severità è dettata solo dal fatto che Paolo vuole conservare gelosamente la comunità di Corinto nella fede vera e nell'adesione totale a Cristo (11,1-3).
- L'apostolo termina la lettera dicendo: «Noi preghiamo per la vostra perfezione» (13,9).

## La lettera della "riconciliazione" (1,1-2,13;7,5-16)
È lo scritto inviato da Paolo quando in Macedonia  gli giunse Tito con buone notizie dalla comunità: i Corinzi si sono riavvicinati e riappacificati con Paolo.
Paolo inizia il suo scritto con un commosso inno di ringraziamento a Dio: ora egli si sente davvero consolato, e si sente pure in grado di consolare i Corinzi.
Più disteso d'animo con loro, riesce a parlare di quanto sia stato grave quel momento di sofferenza per lui, sia a causa dei contrasti con la comunità sia per altre tribolazioni sopportate in Asia Minore (1,8-1 I; 2,4); parla dei progetti fatti e non potuti mantenere (1,15-18); ritorna sull'offesa ricevuta da una persona della comunità (probabilmente nella visita-lampo fatta a Corinto), e dice che a quella persona la comunità deve perdonare (2,5-11). Infine parla della gioia provata all'arrivo di Tito con buone notizie da Corinto (2,12-13, 7,5-7), e quasi si scusa d'essere stato severo nelle precedenti lettere con loro: ma fu necessario per il loro ravvedimento e il loro vero bene (7,8-12), La lettera è piena di profondo affetto per i Corinzi (2,4; 7,16).

## La colletta (8-9)
In due biglietti, scritti probabilmente uno alla comunità di Corinto (8) e uno alle comunità della Grecia (cap. 9), Paolo invita i cristiani ad essere generosi nella raccolta di denaro che egli aveva indetto tra le comunità della Galazia, della Macedonia e della Grecia a favore della comunità povera di Gerusalemme (Gal2, 10).
Tale raccolta è chiamata «servizio» (diakonia 8,4 e 9,1), «grazia» (chàris, 8,4) a cui partecipare, «culto» reso a Dio (leitourghìa: 9,12). Tale gesto, che sembrerebbe profano, è in realtà un gesto sacro di culto a Dio. Ricordarsi dei poveri è dare culto al Signore, celebrare una sacra liturgia. Due sono i grandi motivi che Paolo porta per sollecitare la generosità dei fedeli: l'esempio di Cristo che da ricco si fece povero per noi (8,9) ed il fatto che chi dà con generosità con abbondanza poi anche raccoglierà (9,6) e sarà ricompensato da Dio.

### Riferimenti
1. ↑   2Cor 11,33-12,9, su La Parola - La Sacra Bibbia in italiano in Internet.
2. ↑  Si veda, ad esempio, Werner Georg Kümmel, Introduction to the New Testament, SCM Press, 1975, pp. 287-293.
3. ↑   2Cor 11,22, su La Parola - La Sacra Bibbia in italiano in Internet.
4. ↑   2Cor 3,1, su La Parola - La Sacra Bibbia in italiano in Internet.
5. ↑   2Cor 1,23, su La Parola - La Sacra Bibbia in italiano in Internet.
6. ↑   2Cor 11,13, su La Parola - La Sacra Bibbia in italiano in Internet.
7. ↑   2Cor 5,12, su La Parola - La Sacra Bibbia in italiano in Internet.
8. ↑   2Cor 11,7-12;12,13-18, su La Parola - La Sacra Bibbia in italiano in Internet.
9. ↑   2Cor 1,20, su La Parola - La Sacra Bibbia in italiano in Internet.
10. ↑   2Cor 11,19-20, su La Parola - La Sacra Bibbia in italiano in Internet.
11. ↑   2Cor 4,7, su La Parola - La Sacra Bibbia in italiano in Internet.
12. ↑   2Cor 4,8-12, su La Parola - La Sacra Bibbia in italiano in Internet.
13. ↑   2Cor 3,4-12, su La Parola - La Sacra Bibbia in italiano in Internet.
14. ↑   2Cor 12,7-10, su La Parola - La Sacra Bibbia in italiano in Internet.
15. ↑   2Cor 13,4, su La Parola - La Sacra Bibbia in italiano in Internet.
16. ↑   2Cor 2,14-7,4, su La Parola - La Sacra Bibbia in italiano in Internet.
17. ↑   2Cor 4,7, su La Parola - La Sacra Bibbia in italiano in Internet.
18. ↑   2Cor 4,8-12, su La Parola - La Sacra Bibbia in italiano in Internet.
19. ↑   2Cor 5,20-6,10, su La Parola - La Sacra Bibbia in italiano in Internet.